# Hemiexarnis
Hemiexarnis is een geslacht van vlinders van de familie Uilen (Noctuidae), uit de onderfamilie Noctuinae.

## Soorten
- H. berezskii Kozhanchikov, 1937
- H. moechilla Püngeler, 1906
- H. nivea Boursin, 1948
- H. peperida Hampson, 1903